# Nemapogon ruricolella
Nemapogon ruricolella är en fjärilsart som beskrevs av Henry Tibbats Stainton 1849. Nemapogon ruricolella ingår i släktet Nemapogon och familjen äkta malar. Inga underarter finns listade i Catalogue of Life.